# Stocken, Dalarna
Stocken är en sjö i Rättviks kommun i Dalarna och ingår i Dalälvens huvudavrinningsområde. Sjön har en area på 2,18 kvadratkilometer och ligger 256,2 meter över havet. Sjön avvattnas av vattendraget Lillälven (Tängerströmmen).

## Delavrinningsområde
Stocken ingår i det delavrinningsområde (679363-147609) som SMHI kallar för Utloppet av Stocken. Medelhöjden är 264 meter över havet och ytan är 8,26 kvadratkilometer. Räknas de 11 avrinningsområdena uppströms in blir den ackumulerade arean 104,92 kvadratkilometer. Lillälven (Tängerströmmen) som avvattnar avrinningsområdet har biflödesordning 2, vilket innebär att vattnet flödar genom totalt 2 vattendrag innan det når havet efter 318 kilometer. Avrinningsområdet består mestadels av skog (54 procent). Avrinningsområdet har 2,07 kvadratkilometer vattenytor vilket ger det en sjöprocent på 25,1 procent.